# Gran Premio motociclistico d'Olanda 2011
Il Gran Premio motociclistico d'Olanda 2011 corso sabato 25 giugno, è stato il settimo Gran Premio della stagione 2011. La gara si è disputata sul circuito di Assen.

## Prove e Qualifiche
La seconda sessione di prove libere di tutte e tre le classi, previste nel pomeriggio di giovedì, vengono cancellate a causa di olio presente in alcuni tratti della pista.

### Classe 125
La prima sessione di prove libere ha visto Jonas Folger (Aprilia) come il più veloce. Nella sessione del venerdì mattina il più veloce è stato Johann Zarco su Derbi.
Risultati dopo le qualifiche:
- 1 =  Maverick Viñales – Aprilia 1:44.597
- 2 =  Johann Zarco – Derbi 1:44.785
- 3 =  Sandro Cortese – Aprilia 1:44.787

### Moto2
Le due sessioni di prove libere sono andate a Stefan Bradl (Kalex).
Risultati dopo le qualifiche:
- 1 =  Stefan Bradl – Kalex 1:39.305
- 2 =  Marc Márquez – Suter 1:39.600
- 3 =  Simone Corsi – FTR 1:39.700

### MotoGP
Daniel Pedrosa, ancora assente per infortunio, viene sostituito da Hiroshi Aoyama; il posto lasciato vacante nel team Gresini viene affidato a Kōsuke Akiyoshi, collaudatore giapponese della HRC .
Nella prima sessione di prove sul bagnato il miglior tempo è di Marco Simoncelli su Honda (1:49.036), seguito da Valentino Rossi (Ducati) e Casey Stoner (Honda). Nella sessione del venerdì mattina è sempre Simoncelli il più veloce (1:36.149), seguito da Stoner e Ben Spies (Yamaha).
| Pos | Nº | Pilota           | Team                          | Tempo    |
| --- | -- | ---------------- | ----------------------------- | -------- |
| 1   | 58 | Marco Simoncelli | San Carlo Honda Gresini-Honda | 1:34.718 |
| 2   | 11 | Ben Spies        | Yamaha Factory Racing-Yamaha  | 1:34.727 |
| 3   | 27 | Casey Stoner     | Repsol Honda Team-HRC         | 1:35.008 |
| 4   | 1  | Jorge Lorenzo    | Yamaha Factory Racing-Yamaha  | 1:35.143 |
| 5   | 4  | Andrea Dovizioso | Repsol Honda Team-HRC         | 1:35.244 |
| 6   | 35 | Cal Crutchlow    | Monster Yamaha Tech 3-Yamaha  | 1:35.329 |
| 7   | 17 | Karel Abraham    | Cardion AB Motoracing-Ducati  | 1:35.742 |
| 8   | 5  | Colin Edwards    | Monster Yamaha Tech 3-Yamaha  | 1:35.818 |
| 9   | 69 | Nicky Hayden     | Ducati Team-Ducati            | 1:35.866 |
| 10  | 14 | Randy de Puniet  | Pramac Racing Team-Ducati     | 1:36.435 |
| 11  | 46 | Valentino Rossi  | Ducati Team-Ducati            | 1:36.564 |
| 12  | 7  | Hiroshi Aoyama   | Repsol Honda Team-HRC         | 1:36.580 |
| 13  | 8  | Héctor Barberá   | Mapfre Aspar Team-Ducati      | 1:36.590 |
| 14  | 19 | Álvaro Bautista  | Rizla Suzuki MotoGP-Suzuki    | 1:36.820 |
| 15  | 65 | Loris Capirossi  | Pramac Racing-Ducati          | 1:37.130 |
| 16  | 24 | Toni Elías       | LCR Honda MotoGP-Honda        | 1:37.651 |
| 17  | 64 | Kōsuke Akiyoshi  | San Carlo Honda Gresini-Honda | 1:39.006 |

## Gara

### MotoGP

#### Arrivati al traguardo
| Pos. | Nº | Pilota           | Squadra                 | Motocicletta       | Giri | Tempo     | Griglia | Punti |
| ---- | -- | ---------------- | ----------------------- | ------------------ | ---- | --------- | ------- | ----- |
| 1º   | 11 | Ben Spies        | Yamaha Factory Racing   | Yamaha YZR-M1      | 26   | 41:44.659 | 2       | 25    |
| 2º   | 27 | Casey Stoner     | Repsol Honda            | Honda RC212V       | 26   | +7.697    | 3       | 20    |
| 3º   | 4  | Andrea Dovizioso | Repsol Honda            | Honda RC212V       | 26   | +27.506   | 5       | 16    |
| 4º   | 46 | Valentino Rossi  | Ducati Team             | Ducati Desmosedici | 26   | +30.684   | 11      | 13    |
| 5º   | 69 | Nicky Hayden     | Ducati Team             | Ducati Desmosedici | 26   | +43.172   | 9       | 11    |
| 6º   | 1  | Jorge Lorenzo    | Yamaha Factory Racing   | Yamaha YZR-M1      | 26   | +44.536   | 4       | 10    |
| 7º   | 5  | Colin Edwards    | Monster Yamaha Tech 3   | Yamaha YZR-M1      | 26   | +1:08.112 | 8       | 9     |
| 8º   | 7  | Hiroshi Aoyama   | Repsol Honda            | Honda RC212V       | 26   | +1:10.753 | 12      | 8     |
| 9º   | 58 | Marco Simoncelli | San Carlo Honda Gresini | Honda RC212V       | 26   | +1:24.925 | 1       | 7     |
| 10º  | 24 | Toni Elías       | LCR Honda               | Honda RC212V       | 26   | +1:26.216 | 15      | 6     |
| 11º  | 19 | Álvaro Bautista  | Rizla Suzuki            | Suzuki GSV-R       | 26   | +1:38.466 | 14      | 5     |
| 12º  | 8  | Héctor Barberá   | Mapfre Aspar            | Ducati Desmosedici | 25   | +1 giro   | 13      | 4     |
| 13º  | 64 | Kōsuke Akiyoshi  | San Carlo Honda Gresini | Honda RC212V       | 25   | +1 giro   | 16      | 3     |
| 14º  | 35 | Cal Crutchlow    | Monster Yamaha Tech 3   | Yamaha YZR-M1      | 24   | +2 giri   | 6       | 2     |

#### Ritirati
| Nº | Pilota          | Squadra               | Motocicletta       | Giri | Griglia |
| -- | --------------- | --------------------- | ------------------ | ---- | ------- |
| 14 | Randy de Puniet | Pramac Racing         | Ducati Desmosedici | 1    | 10      |
| 17 | Karel Abraham   | Cardion AB Motoracing | Ducati Desmosedici | 0    | 7       |

#### Non partito
| Nº | Pilota          | Squadra       | Motocicletta       |
| -- | --------------- | ------------- | ------------------ |
| 65 | Loris Capirossi | Pramac Racing | Ducati Desmosedici |

### Moto2
In questo Gran Premio Elena Rosell sostituisce Julián Simón in seno al team Aspar; le wildcard sono due, l'olandese Michael van der Mark e il sudafricano Steven Odendaal, alla quarta presenza stagionale.

#### Arrivati al traguardo
| Pos. | Nº | Pilota               | Squadra                           | Motocicletta       | Giri | Tempo     | Griglia | Punti |
| ---- | -- | -------------------- | --------------------------------- | ------------------ | ---- | --------- | ------- | ----- |
| 1º   | 93 | Marc Márquez         | CatalunyaCaixa Repsol             | Suter MMX          | 24   | 44:30.409 | 2       | 25    |
| 2º   | 54 | Kenan Sofuoğlu       | Technomag-CIP                     | Suter MMX          | 24   | +2.397    | 7       | 20    |
| 3º   | 38 | Bradley Smith        | Tech 3 Racing                     | Tech 3 Mistral 610 | 24   | +6.418    | 10      | 16    |
| 4º   | 13 | Anthony West         | MZ Racing                         | MZ-RE Honda        | 24   | +22.803   | 20      | 13    |
| 5º   | 15 | Alex De Angelis      | JIR Moto2                         | MotoBi             | 24   | +25.882   | 22      | 11    |
| 6º   | 75 | Mattia Pasini        | Ioda Racing Project               | FTR                | 24   | +26.851   | 18      | 10    |
| 7º   | 34 | Esteve Rabat         | Blusens-STX                       | FTR                | 24   | +28.125   | 19      | 9     |
| 8º   | 12 | Thomas Lüthi         | Interwetten Paddock               | Suter MMX          | 24   | +28.712   | 4       | 8     |
| 9º   | 4  | Randy Krummenacher   | GP Team Switzerland Kiefer Racing | Kalex              | 24   | +29.744   | 17      | 7     |
| 10º  | 76 | Max Neukirchner      | MZ Racing                         | MZ-RE Honda        | 24   | +39.767   | 39      | 6     |
| 11º  | 25 | Alex Baldolini       | NGM Forward Racing                | Suter MMX          | 24   | +47.158   | 28      | 5     |
| 12º  | 29 | Andrea Iannone       | Speed Master                      | Suter MMX          | 24   | +50.846   | 25      | 4     |
| 13º  | 68 | Yonny Hernández      | Blusens-STX                       | FTR                | 24   | +57.118   | 21      | 3     |
| 14º  | 3  | Simone Corsi         | Ioda Racing Project               | FTR                | 24   | +1:00.775 | 3       | 2     |
| 15º  | 71 | Claudio Corti        | Italtrans Racing                  | Suter MMX          | 24   | +1:06.310 | 15      | 1     |
| 16º  | 40 | Aleix Espargaró      | Pons HP 40                        | Pons Kalex         | 24   | +1:06.764 | 6       |       |
| 17º  | 51 | Michele Pirro        | Gresini Racing                    | Moriwaki           | 24   | +1:06.823 | 9       |       |
| 18º  | 77 | Dominique Aegerter   | Technomag-CIP                     | Suter MMX          | 24   | +1:16.296 | 13      |       |
| 19º  | 88 | Ricard Cardús        | QMMF Racing                       | Moriwaki           | 24   | +1:21.524 | 31      |       |
| 20º  | 31 | Carmelo Morales      | Desguaces La Torre G22            | Moriwaki           | 24   | +1:22.289 | 32      |       |
| 21º  | 49 | Kev Coghlan          | Aeroport de Castelló              | FTR                | 24   | +1:38.161 | 30      |       |
| 22º  | 66 | Michael van der Mark | EAB Racing                        | Ten Kate           | 24   | +1:41.888 | 33      |       |
| 23º  | 21 | Javier Forés         | Mapfre Aspar                      | Suter MMX          | 24   | +1:42.189 | 24      |       |
| 24º  | 45 | Scott Redding        | Marc VDS Racing                   | Suter MMX          | 23   | +1 giro   | 8       |       |
| 25º  | 95 | Mashel Al Naimi      | QMMF Racing                       | Moriwaki           | 23   | +1 giro   | 38      |       |
| 26º  | 39 | Robertino Pietri     | Italtrans Racing                  | Suter MMX          | 23   | +1 giro   | 36      |       |

#### Ritirati
| Nº | Pilota              | Squadra                 | Motocicletta       | Giri | Griglia |
| -- | ------------------- | ----------------------- | ------------------ | ---- | ------- |
| 65 | Stefan Bradl        | Viessmann Kiefer Racing | Kalex              | 20   | 1       |
| 97 | Steven Odendaal     | MS Racing               | Suter MMX          | 20   | 37      |
| 72 | Yūki Takahashi      | Gresini Racing          | Moriwaki           | 19   | 5       |
| 44 | Pol Espargaró       | HP Tuenti Speed Up      | FTR                | 19   | 11      |
| 9  | Kenny Noyes         | Avintia-STX             | FTR                | 19   | 26      |
| 19 | Xavier Siméon       | Tech 3 B                | Tech 3 Mistral 610 | 18   | 14      |
| 36 | Mika Kallio         | Marc VDS Racing         | Suter MMX          | 13   | 16      |
| 80 | Axel Pons           | Pons HP 40              | Pons Kalex         | 7    | 34      |
| 14 | Ratthapark Wilairot | Thai Honda Singha SAG   | FTR                | 5    | 27      |
| 53 | Valentin Debise     | Speed Up                | FTR                | 5    | 35      |
| 64 | Santiago Hernández  | SAG Team                | FTR                | 3    | 29      |
| 63 | Mike Di Meglio      | Tech 3 Racing           | Tech 3 Mistral 610 | 2    | 12      |
| 16 | Jules Cluzel        | NGM Forward Racing      | Suter MMX          | 2    | 23      |

#### Non qualificata
| Nº | Pilota       | Squadra      | Motocicletta |
| -- | ------------ | ------------ | ------------ |
| 82 | Elena Rosell | Mapfre Aspar | Suter MMX    |

### Classe 125
In questo Gran Premio corrono cinque wildcard: Luca Grünwald su KTM; Bryan Schouten, Ernst Dubbink, Jerry van de Bunt e Thomas van Leeuwen su Honda. Inoltre Josep Rodríguez sostituisce Miguel Oliveira nel team Andalucía Banca Cívica (Aprilia).
La gara a causa della pioggia è stata interrotta con la bandiera rossa dopo 14 giri.

#### Arrivati al traguardo
| Pos. | Nº | Pilota              | Squadra                        | Motocicletta | Giri | Tempo     | Griglia | Punti |
| ---- | -- | ------------------- | ------------------------------ | ------------ | ---- | --------- | ------- | ----- |
| 1º   | 25 | Maverick Viñales    | Blusens by Paris Hilton Racing | Aprilia      | 14   | 25:04.147 | 1       | 25    |
| 2º   | 39 | Luis Salom          | RW Racing GP                   | Aprilia      | 14   | +2.555    | 5       | 20    |
| 3º   | 33 | Sergio Gadea        | Blusens by Paris Hilton Racing | Aprilia      | 14   | +2.655    | 8       | 16    |
| 4º   | 11 | Sandro Cortese      | Intact-Racing Team Germany     | Aprilia      | 14   | +3.670    | 3       | 13    |
| 5º   | 5  | Johann Zarco        | Avant-AirAsia-Ajo              | Derbi        | 14   | +3.903    | 2       | 11    |
| 6º   | 52 | Danny Kent          | Red Bull Ajo MotorSport        | Aprilia      | 14   | +4.469    | 9       | 10    |
| 7º   | 7  | Efrén Vázquez       | Avant-AirAsia-Ajo              | Derbi        | 14   | +8.828    | 6       | 9     |
| 8º   | 94 | Jonas Folger        | Red Bull Ajo MotorSport        | Aprilia      | 14   | +10.416   | 7       | 8     |
| 9º   | 77 | Marcel Schrötter    | Mahindra Racing                | Mahindra     | 14   | +10.791   | 13      | 7     |
| 10º  | 55 | Héctor Faubel       | Bankia Aspar                   | Aprilia      | 14   | +13.238   | 4       | 6     |
| 11º  | 10 | Alexis Masbou       | Caretta Technology             | KTM          | 14   | +15.255   | 15      | 5     |
| 12º  | 15 | Simone Grotzkyj     | Phonica Racing                 | Aprilia      | 14   | +16.061   | 11      | 4     |
| 13º  | 99 | Danny Webb          | Mahindra Racing                | Mahindra     | 14   | +25.420   | 10      | 3     |
| 14º  | 63 | Zulfahmi Khairuddin | Airasia-Sic-Ajo                | Derbi        | 14   | +26.954   | 35      | 2     |
| 15º  | 23 | Alberto Moncayo     | Andalucia Banca Civica         | Aprilia      | 14   | +27.578   | 19      | 1     |
| 16º  | 84 | Jakub Kornfeil      | Ongetta-Centro Seta            | Aprilia      | 14   | +27.886   | 17      |       |
| 17º  | 3  | Luigi Morciano      | Team Italia FMI                | Aprilia      | 14   | +29.450   | 14      |       |
| 18º  | 41 | Luca Grünwald       | Freudenberg Racing             | KTM          | 14   | +32.367   | 21      |       |
| 19º  | 30 | Giulian Pedone      | Phonica Racing                 | Aprilia      | 14   | +33.472   | 12      |       |
| 20º  | 56 | Péter Sebestyén     | Caretta Technology             | KTM          | 14   | +39.819   | 26      |       |
| 21º  | 28 | Josep Rodríguez     | Andalucia Banca Civica         | Aprilia      | 14   | +40.069   | 29      |       |
| 22º  | 51 | Bryan Schouten      | Dutch Racing                   | Honda        | 14   | +46.619   | 25      |       |
| 23º  | 19 | Alessandro Tonucci  | Team Italia FMI                | Aprilia      | 14   | +47.645   | 27      |       |
| 24º  | 43 | Francesco Mauriello | WTR-Ten10 Racing               | Aprilia      | 14   | +47.904   | 34      |       |
| 25º  | 21 | Harry Stafford      | Ongetta-Centro Seta            | Aprilia      | 14   | +48.341   | 20      |       |
| 26º  | 17 | Taylor Mackenzie    | Phonica Racing                 | Aprilia      | 14   | +1:03.962 | 24      |       |
| 27º  | 36 | Joan Perelló        | Matteoni Racing                | Aprilia      | 14   | +1:06.347 | 30      |       |
| 28º  | 75 | Thomas van Leeuwen  | RacingTeam van Leeuwen         | Honda        | 14   | +1:10.403 | 31      |       |
| 29º  | 67 | Jerry van de Bunt   | JerrysRacing                   | Honda        | 14   | +1:22.128 | 28      |       |
| 30º  | 96 | Louis Rossi         | Matteoni Racing                | Aprilia      | 14   | +1:23.063 | 18      |       |
| 31º  | 50 | Sturla Fagerhaug    | WTR-Ten10 Racing               | Aprilia      | 14   | +1:25.572 | 16      |       |
| 32º  | 61 | Ernst Dubbink       | RV Racing                      | Honda        | 14   | +1:33.434 | 33      |       |
| 33º  | 26 | Adrián Martín       | Bankia Aspar                   | Aprilia      | 11   | +3 giri   | 22      |       |

#### Ritirati
| Nº | Pilota       | Squadra                 | Motocicletta | Giri | Griglia |
| -- | ------------ | ----------------------- | ------------ | ---- | ------- |
| 53 | Jasper Iwema | Ongetta-Abbink Metaal   | Aprilia      | 12   | 32      |
| 31 | Niklas Ajo   | TT Motion Events Racing | Aprilia      | 3    | 23      |

#### Non partito
| Nº | Pilota        | Squadra      | Motocicletta |
| -- | ------------- | ------------ | ------------ |
| 18 | Nicolás Terol | Bankia Aspar | Aprilia      |